# Ульянов Віталій Андрійович
Віта́лій Андрі́йович Улья́нов (нар. 23 лютого 1925 — пом. 14 жовтня 2011) — радянський воєначальник, генерал-лейтенант. У роки Другої світової війни — командир гармати 280-го гвардійського стрілецького полку 92-ї гвардійської стрілецької дивізії, гвардії сержант. Герой Радянського Союзу (1944).

## Життєпис
Народився 23 лютого 1925 року в місті Києві в родині робітника. Росіянин. Здобув неповну середню освіту. Працював токарем на заводі «Арсенал».
З початком німецько-радянської війни разом із заводом був евакуйований до міста Воткінська (Удмуртія). У вересні 1942 року добровольцем вступив до 174-го окремого винищувального протитанкового артилерійського дивізіону імені комсомолу Удмуртії 172-ї стрілецької дивізії, з яким відбув на фронт. Учасник німецько-радянської війни з листопада 1942 року. Воював на Південно-Західному, Воронезькому, Степовому і 2-у Українському фронтах.
19 січня 1943 року під час бою за селище Новопсков Луганської області навідник гармати 174-го овптад молодший сержант В. А. Ульянов підбив 1 середній танк ворога, знищив 4 вогневі точки і до 20 солдатів супротивника, за що отримав свою першу нагороду — медаль «За відвагу». У цьому бою був поранений.
Після одуження направлений навідником 45-мм гармати 1-го гвардійського стрілецького батальйону 280-го гвардійського стрілецького полку 92-ї гвардійської стрілецької дивізії. У період з 7 по 18 липня 1943 року у складі обслуги підбив 3 середніх танки ворога, знищив автомобіль з піхотою, 3 мотоцикли, станковий кулемет з обслугою і до 12 солдатів супротивника. 17 липня ходив у контратаку, під час якої знищив 7 солдатів супротивника, захопив 2 ручних кулемети і важливі документи.
Особливо командир гармати взводу 45-мм гармат 1-го гвардійського стрілецького батальйону 280-го гвардійського стрілецького полку 92-ї гвардійської стрілецької дивізії гвардії сержант В. А. Ульянов відзначився під час битви за Дніпро. 29 вересня 1943 року він першим зі своєю гарматою переправився на західний беріг річки Дніпро в районі села Деріївка (Онуфріївський район, Кіровоградська область) і, встановивши гармату на пряму наводку, влучним вогнем подавив декілька вогневих точок супротивника, чим сприяв вдалому форсуванню річки батальйоном. У боях за хутір Зелений і село Куковка відбивав контратаку ворожої піхоти при підтримці танків. Залишившись сам біля двох гармат, влучним вогнем підбив 2 танки, 7 бронемашин і знищив до взводу ворожої піхоти, тим самим забезпечивши успіх підрозділів полку з розширення плацдарму. Під час бою був важко поранений.
На фронт більше не повернувся. Тривалий час лікувався у шпиталі, потім працював у Златоустівському військкоматі. Член ВКП(б) з 1945 року. Після закінчення Другої світової війни продовжив військову службу в лавах ЗС СРСР. У 1945 році закінчив Київське військове училище самохідної артилерії, у 1959 році — Військову академію бронетанкових військ, у 1968 році — Військову академію Генерального штабу. Був начальником Орджонікідзевського вищого загальновійськового командного училища. Обирався депутатом Верховної Ради РРФСР.
У 1985 році генерал-лейтенант В. А. Ульянов вийшов у відставку. Мешкав у Москві, де й помер 14 жовтня 2011 року. Похований на Троєкурівському цвинтарі.

## Нагороди
Указом Президії Верховної Ради СРСР від 22 лютого 1944 року «за зразкове виконання бойових завдань командування при форсування річки Дніпро, розвиток бойових успіхів на правому березі та виявлені при цьому відвагу і героїзм», гвардії сержантові Ульянову Віталію Андрійовичу присвоєне звання Героя Радянського Союзу з врученням ордена Леніна і медалі «Золота Зірка» (№ 3625).
Також нагороджений орденами Червоного Прапора, Вітчизняної війни 1-го ступеня (двічі), Дружби народів, «За службу Батьківщині в Збройних Силах СРСР» 3-го ступеня і медалями.